# 北海道季節労働組合
北海道季節労働組合（ほっかいどうきせつろうどうくみあい、略称：道季労（どうきろう））は、日本の労働組合である。 
日本労働組合総連合会（連合）にオブザーバー加盟している。

## 概要
北海道の季節労働者が加入している。